# Benedictus Appenzeller
Benedictus Appenzeller (* um 1485 in Flandern (Oudenaarde?); † Ende 1558 in oder in der Nähe von Brüssel) war ein franko-flämischer Komponist und Sänger der Renaissance.

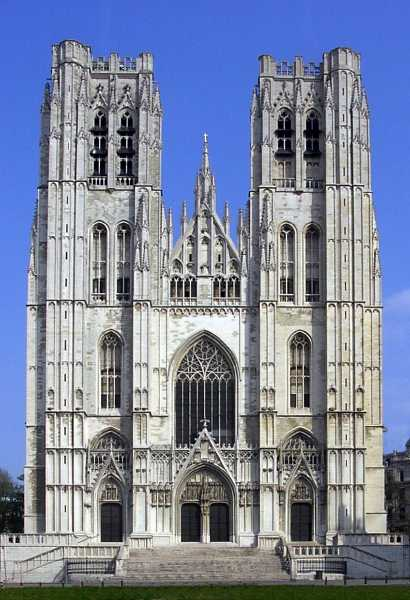
Die Kathedrale St. Michael und St. Gudula in Brüssel – Appenzellers letzte Wirkungsstätte

## Leben und Wirken
Obwohl sein Name einen deutlichen Anklang an einen Schweizer Kanton hat, gilt es heute als sicher, dass Appenzeller flämischer Abstammung war, weil zwei Lieder von ihm in flämischer Sprache eine enge Vertrautheit mit dieser Sprache belegen und er fast sein ganzes nachweisbares Leben in Brügge, Brüssel und ’s-Hertogenbosch verbrachte. Über sein genaues Geburtsjahr, den Geburtsort und seine frühen Jahre sind keine Informationen überliefert. Ab dem Jahr 1517 ist er erstmals als Sänger an der Kirche St. Jakob in Brügge aktenkundig und rückt dort in die Position des Sangmeesters auf. Diese Stellung behielt er jedoch höchstens ein Jahr; für die Jahre 1520 bis 1536 fehlen direkte Informationen über ihn. Seine Aktivität in dieser Zeit ergibt sich jedoch aus der Veröffentlichung von Chansons in den Anthologien von Pierre Attaingnant und Jacques Moderne. Im Jahr 1536 wird er Sänger am habsburgischen Hof der Regentin Maria von Ungarn in Brüssel und rückt ein Jahr später zum Leiter der Chorknaben (maître des enfants) auf, nachdem der vorangegangene Stelleninhaber Jean Goessins verstorben war.
Benedictus Appenzeller blieb praktisch bis zum Ende seiner Laufbahn im Dienst der Regentin Maria. Im Jahr 1542 nennt er sich selbst Kapellmeister, obwohl er dieses Amt nach den offiziellen Akten des Hofs nie innehatte, möglicherweise aber praktisch ausübte. Er hat im Sommer 1545 zusammen mit seinen Chorknaben an den Gottesdiensten der Marienbruderschaft in ’s-Hertogenbosch mitgewirkt und begleitete seine Dienstherrin 1551 auf einer Reise nach Augsburg und München. Nach Aufzeichnungen der Bruderschaft war Appenzeller mit einer Frau namens Liennaertken verheiratet. Als Kaiser Karl V. im Jahr 1556 von seinem Amt abdankte, gab auch Maria von Ungarn ihre Regentschaft in Brüssel auf und verlegte ihren Wohnsitz mitsamt Hofstaat und Bibliothek nach Valladolid in Spanien. Vermutlich aus Altersgründen blieb Benedictus in Brüssel zurück und übte hier vom 28. Dezember 1555 bis Ende 1558 das Amt des Singmeisters an der Kirche St. Michael und St. Gudula aus. Der letzte Kontakt des Komponisten mit seiner früheren Dienstherrin ist ein Gesuch um Steuerbefreiung und Pensionszahlungen vom 8. Juli 1558, in dem er sich als über siebzigjährig bezeichnet; hieraus errechnet sich sein ungefähres Geburtsjahr. Wenige Monate später ist er in Brüssel oder in der Nähe dieser Stadt verstorben.

## Bedeutung
Der Komponist hat sehr viele seiner Werke nur mit „Benedictus“ gekennzeichnet, deshalb gab es lange Zeit die Verwechslung mit dem etwa zeitgenössischen deutschen Komponisten Benedictus Ducis. Erst die Musikwissenschaftler Barclay Squire (1911/12) und D. Bartha (1930) konnten eindeutig zwei Identitäten von Komponisten nachweisen, und zwar anhand des Stils, der komponierten Gattungen und der Überlieferungslage, auch auf Grund der Tatsache, dass Appenzeller Katholik war und Ducis Protestant. In geringerem Maß gab es auch Verwechslungen mit dem niederländischen Organisten Benedictus de Opitiis.
Hauptquelle für Appenzellers weltliche Werke und seine Motetten sind die oben erwähnten Anthologien von Attaingnant und Moderne, danach die später erschienenen Sammlungen von Tielman Susato und Pierre Phalèse sowie ein Individualdruck (Antwerpen 1542); seine liturgische Musik ist fast nur in den Chorbüchern des Hofs von Maria von Ungarn überliefert. Er gehört zu den bedeutendsten Meistern der Generation nach Josquin Desprez; die Vermutung, er könnte sein Schüler gewesen sein, ist jedoch nicht beweisbar. Zu den Stilmerkmalen von Appenzellers Musik gehören die als „typisch josquinisch“ angesehenen gut proportionierten und abgerundeten musikalischen Phrasen, die sich eng am Text ausrichten, sowie Durchimitationen und stimmliche Paarbildungen. Solche Merkmale galten wohl in jener Zeit als allgemein üblich, doch erreichte Appenzeller hier eine besondere künstlerische Höhe. Diese Kunst zeigt sich besonders in seinen vierstimmigen geistlichen Kompositionen; dagegen erzeugt er mit seinen fünf- und sechsstimmigen Stücken eine bewusst vollstimmige Klangwirkung, wobei Passagen mit kleinerer Stimmenzahl selten sind. Ein besonderes typisches Kennzeichen bei ihm sind die häufigere Verwendung vergleichsweise „archaischer“ Kompositionstechniken, wie Proportionskanons, „Tempus perfectum“ und Cantus-firmus-Techniken. Appenzellers Chansons liegen stilistisch zwischen der homophonen Pariser Chanson und dem polyphonen franko-flämischen Typ; sie verbinden klare, textbezogene Deklamation und ebenso klare Phrasengliederung mit einem kunstvollen Kontrapunkt.

## Werke
- Messen
  - Missa „Ad placitum“ zu vier Stimmen
  - Missa „Benedictus dominus meus“ zu vier bis sechs Stimmen
  - Missa [„Ick had een boelken uutverkoren“] zu vier bis acht Stimmen
  - Missa „Pardonne moy“ zu vier bis sechs Stimmen
  - Missa „Vous larez“ zu vier Stimmen
  - Missa „Hodie beata virgo“ zu fünf bis sechs Stimmen
  - Missa de Requiem zu vier bis fünf Stimmen
  - Missa [paschalis] zu sechs Stimmen
- Magnificat-Kompositionen
  - Magnificat primi toni (I)
  - Magnificat primi toni (II)
  - Magnificat primi et sexti toni
  - Magnificat secundi toni (I)
  - Magnificat secundi toni (II)
  - Magnificat secundi toni (III)
  - Magnificat tertii toni
  - Magnificat quarti toni
  - Magnificat octavi toni
  - Magnificat „Sicut erat in principio“
- Motetten (teilweise mit Erscheinungsort und -jahr der Erstausgabe)
  - „Aperi domine oculos“ zu fünf Stimmen; sechsstimmige Version von Jacobus Clemens non Papa
  - „Aspice domine quia facta“ zu fünf Stimmen (Antwerpen 1555)
  - „Ave maris stella“ zu sechs Stimmen
  - „Ave regina caelorum“ (I) zu vier Stimmen
  - „Ave regina caelorum“ (II) zu vier Stimmen (Antwerpen 1547)
  - „Ave verum corpus“ zu fünf Stimmen (Antwerpen 1557)
  - „Beati omnes qui timent“ zu vier Stimmen (Lyon 1532)
  - „Benedic domine domum istam“ (Augsburg 1545)
  - „Benedictus dominus deus meus“ zu vier Stimmen (Lyon 1539)
  - „Christus passus est pro nobis“ zu sechs Stimmen
  - „Cor mundum crea in me“ zu fünf Stimmen (Antwerpen 1557)
  - „Corde et animo Christe canamus“ zu fünf Stimmen (Augsburg 1545)
  - „Da pacem domine“ zu vier Stimmen
  - „Doleo super te Jesu“ zu vier Stimmen (Nürnberg 1540)
  - „Et nunc domine“ zu drei Stimmen (Löwen 1560)
  - „Foelix es regno Francisce“ zu vier Stimmen (Lyon 1539)
  - „In illo tempore dixit Iesus“ zu vier Stimmen (Antwerpen 1554)
  - „Jesu Christe verbum patris“ zu fünf Stimmen (Nürnberg 1538)
  - „Mater digna dei“ zu sechs Stimmen
  - „Musae Iovis ter maximi“ zu vier Stimmen (Antwerpen 1545)
  - „O decus nostrum“ zu fünf Stimmen (Lyon 1542)
  - „Oramus te rex gloriae“ zu fünf Stimmen (Antwerpen 1557)
  - „Oratio ad Maria: Inviolata integra“ zu vier Stimmen
  - „Peccantem me quotidiae“ zu vier Stimmen
  - „Peccantem me quotidiae et non penitentem“ zu vier Stimmen (Augsburg 1545)
  - „Plangite Pierides“ zu fünf Stimmen (Lyon 1538)
  - „Quam pulchra es anima mea“ zu sechs Stimmen
  - „Salve regina vita dulcedo“ zu fünf Stimmen
  - „Sancta Maria succurre miseris“, Doppelkanon zu vier Stimmen (Nürnberg 1567)
  - „Super flumina Babiloni“ zu fünf Stimmen (Antwerpen 1546)
  - „Surge aquilo et veni auster“ zu fünf Stimmen (Löwen 1553)
- Motetten mit ungesicherter Autorschaft Appenzellers
  - „Clama ne cesses“ zu vier Stimmen (Antwerpen 1547), teilweise Appenzeller, teilweise Cornelius Canis zugeschrieben
  - „Da pacem domine“ zu fünf Stimmen, teilweise Appenzeller (Löwen 1555), teilweise (mit einer 6. Stimme) François de Layolle zugeschrieben (Lyon 1538)
  - „Domini est terra“ zu vier Stimmen, teilweise Appenzeller, teilweise Josquin zugeschrieben (Antwerpen 1542), teilweise anonym (Nürnberg 1537)
  - „O magnum mysterium“ zu vier Stimmen, teilweise Appenzeller zugeschrieben, teilweise anonym (Antwerpen 1547)
  - „Quam pulchra es anima mea“ zu fünf Stimmen, teilweise Appenzeller (Antwerpen 1546), teilweise Thomas Crécquillon zugeschrieben (Löwen 1554)
  - „Verbum caro factum est“ zu fünf Stimmen, teilweise Appenzeller (Antwerpen 1546), teilweise Josquin zugeschrieben (Nürnberg 1549)
- Chansons (teilweise mit Erscheinungsort und -jahr der Erstausgabe)
  - „Arousez vo vi vo violette“ zu fünf Stimmen (Antwerpen 1544)
  - „Au fond d’enfer voire“ zu vier Stimmen (Paris 1530)
  - „Buvons ma comere“ zu drei Stimmen
  - „De moy n’aurez aucun allegement“ zu vier Stimmen
  - „Een Venus dierken“ zu vier Stimmen (Frankfurt am Main 1535)
  - „Fors vous n’entens jamais“ zu fünf Stimmen (Antwerpen 1545)
  - „Humble se tient“ zu vier Stimmen
  - „Je ne me puis tenir d’aymer“ zu fünf Stimmen (Antwerpen 1544)
  - „Je ne scay pas comment“ zu sechs Stimmen (Nürnberg 1540)
  - „Je pers espoir voyant le cueur“ zu fünf Stimmen (Antwerpen 1545)
  - „Mins liefkins bruin oghen“ zu fünf Stimmen (Nürnberg 1540)
  - „Paine et travail“ zu sechs Stimmen (Antwerpen 1545)
  - „Par trop aymer j’ay cuidé“ zu vier Stimmen (Paris 1533)
  - „Qui l’ara la gentille brunette“ zu vier Stimmen
  - „Si je me plains hellas“ zu fünf Stimmen (Antwerpen 1545)
  - „Si je n’estois malheureux“ zu vier Stimmen
  - „Tant voeuilles vostre amant“ zu vier Stimmen
  - „Tous les plaisirs que la terre“ zu sechs Stimmen (Nürnberg 1540)
  - „Ung deux trois hurons de villaige“ zu vier Stimmen (Antwerpen 1544)
  - 23 weitere Stücke zu vier Stimmen in Des Chansons a quattre parties, composez par M. Benedictus: M. de la Chapelle de Madame la Regente, Douagiere de Honguerie etc. […] (Antwerpen 1542)
- Chansons mit unsicherer Autorschaft
  - „Je m’y levay par un matin“ zu fünf Stimmen, teilweise Appenzeller zugeschrieben (Paris 1572), teilweise Philippe Verdelot (Paris 1560), teilweise anonym
  - „La rousée du mois de may“ zu fünf Stimmen, teilweise Appenzeller zugeschrieben (Nürnberg 1540), teilweise Jean Mouton (Antwerpen 1542), teilweise anonym
  - „Pleusist a dieu quy crea“ zu fünf Stimmen, teilweise Appenzeller zugeschrieben (Antwerpen 1545), teilweise Jean Courtois († vor 1567)
- Instrumentalmusik
  - Pavane für Instrumente